# Nordlia
Nordlia is een plaats in de Noorse gemeente Østre Toten, provincie Innlandet. Nordlia telt 521 inwoners (2007) en heeft een oppervlakte van 0,43 km².